# جمعية مرشدات البرتغال
جمعية مرشدات البرتغال هي جمعية توجيهية وطنية في البرتغال. حركة المرشدات في البرتغال بدأت في عام 1919 وأصبحت عضوا في الجمعية العالمية للمرشدات وفتيات الكشافة في عام 1963. المنظمة للفتيات فقط ولديها 3291 عضوا (اعتبارا من 2003). ويقع مقر الجمعية في لشبونة.